# الکتریکا
الکتریکا (انگلیسی: Electrica) شرکت برق رومانیایی است، که در سال ۱۹۹۰ تأسیس شد.